# Stazione di Poggio Fidoni
La stazione di Poggio Fidoni è una fermata ferroviaria posta sulla linea Terni-Sulmona. Situata a Piani Poggio Fidoni (frazione del comune di Rieti), serve anche i vicini abitati di Piani Sant'Elia e Collebaccaro, nonché alcuni paesi più lontani collocati a monte: Poggio Fidoni, Sant'Elia, Poggio Perugino e Cerchiara.
Si tratta di un casello ferroviario riconvertito a fabbricato viaggiatori e dotato di marciapiede.

## Storia
La ferrovia Terni-L'Aquila attraversa l'abitato di Piani Poggio Fidoni dalla sua inaugurazione, nel 1883, ma per molto tempo la frazione non fu servita da una stazione.
Negli anni Trenta le autorità locali fecero molte pressioni e solleciti perché il casello ferroviario posto al km 196+623 diventasse stazione. Per convincere le Ferrovie dello Stato sulla sua necessità, le autorità locali allegarono i dati sulla popolazione dei paesi che sarebbero stati serviti dalla fermata: Poggio Fidoni contava all'epoca 745 abitanti, Poggio Perugino 424, Cerchiara 692, Colle Baccaro 474, Sant'Elia 1067. La richiesta fu accolta e il 25 luglio 1937 un manifesto annunciò la fermata dei treni nella stazione di Poggio Fidoni.
Ormai da tempo il fabbricato viaggiatori non è più utilizzato. Ferrovie dello Stato lo ha affidato in comodato d'uso gratuito al Comune di Rieti, che nel dicembre 2015 lo ha affidato a due associazioni locali per lo svolgimento di attività ricreative e di aggregazione sociale.

## Strutture e impianti
La fermata consta di un unico binario, servito da una banchina della lunghezza di 46 metri.

## Movimento
Al 2007, l'impianto risultava frequentato da un traffico giornaliero medio di 10,5 persone.